# Hauchung

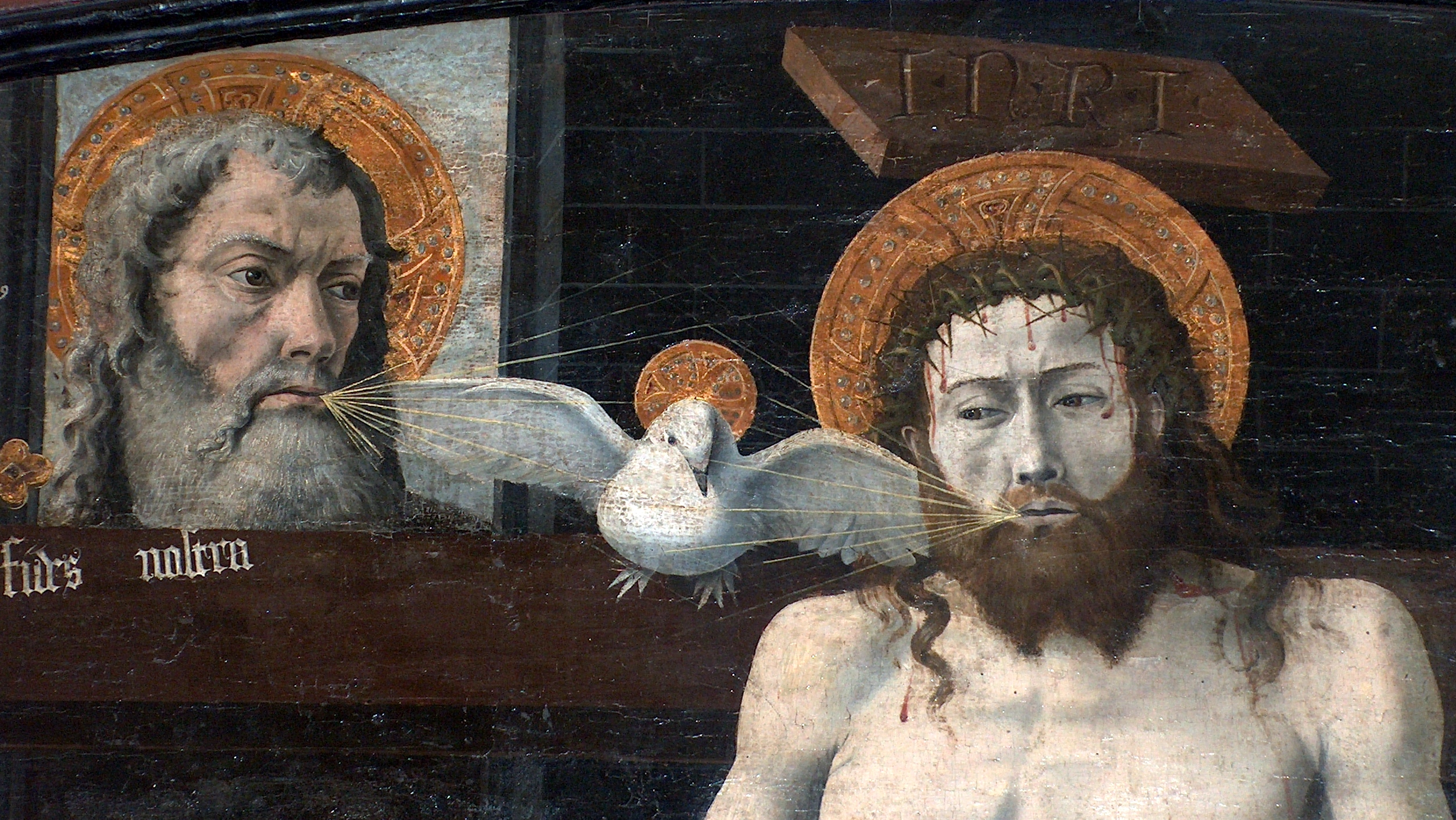
Hauchung des Heiligen Geistes (St. Agricol Provence, ca. 1450)

Hauchung (lat. spiratio) ist ein theologischer Fachbegriff, der die Hervorgehung des Heiligen Geistes aus dem Vater und dem Sohn bezeichnet.

## Erklärung
Die Hauchung ist mit den Begriffen Zeugung und Schöpfung verwandt und beschreibt einen Teilaspekt der Trinitätslehre. Sie erklärt die Hervorgehung des Heiligen Geistes aus den beiden göttlichen Personen Vater und Sohn durch einen Hergang, der Hauchung genannt wird. Gottvater, der alleinige Gott, ist unerschaffen und ursprungslos. Der Vater zeugt auf Ewigkeit den Sohn. Der Sohn besitzt aufgrund der ewigen Zeugung alle Eigenschaften, die der Vater besitzt, ausgenommen die Ursprungslosigkeit und Vaterschaft. Somit besitzt er vom Vater auch die Hauchungskraft (vis spirativa), mit der er den Heiligen Geist mithaucht.
Die orthodoxen Kirchen lehren, dass der Heilige Geist vom Vater durch den Sohn ausgeht. Die ewige Zeugung des Sohnes durch den Vater wird allerdings als eine notwendige und nicht als eine gewollte oder freiwillige Handlung Gottes angesehen. Das heißt, der Zeugungsvorgang ist der Natur und dem Wesen Gottes innewohnend.

## Theologiegeschichtliche Einordnung
Der Begriff Hauchung ist mit dem Filioque-Streit verbunden. Filioque ist lateinisch und bedeutet und dem Sohn. Der Zusatz wurde erstmals in Spanien beim Vierten Konzil von Toledo 633 eingeführt, um sich gegen den Arianismus abzugrenzen, der die Ansicht vertrat, dass Jesus Christus geringer sei als Gott der Vater. Kirchentrennend zwischen Ost- und Westkirche wurde die Differenz in der Auffassung des Filioque (Hauchung nur durch den Vater oder auch durch den Sohn) erst beim Vierten Konzil von Konstantinopel 869–870.